# Louise (Missisipi)
Louise – miasto w Stanach Zjednoczonych, w stanie Missisipi, w hrabstwie Humphreys.